# Shin’ichi Mochizuki
Shin’ichi Mochizuki (jap. 望月 新一, Mochizuki Shin’ichi; * 29. März 1969 in Tokio) ist ein japanischer Mathematiker. Er ist Professor am Research Institute for Mathematical Sciences (RIMS) der Universität Kyōto und befasst sich mit algebraischer Geometrie und arithmetischer Geometrie.

## Leben
Mochizuki lebte ab dem Alter von fünf Jahren mit seinen Eltern in New York City, besuchte die Phillips Exeter Academy mit dem Abschluss 1985 und studierte danach an der Princeton University zunächst theoretische Physik bei Arthur Wightman und Edward Witten, bevor er sich bei Gerd Faltings der Mathematik (algebraische Geometrie) zuwandte mit dem Master-Abschluss 1988, er erhielt den George B. Wood Prize als Student mit den besten Noten. Außerdem erhielt er den George-B.-Covington-Preis für Mathematik. 1992 wurde er bei Gerd Faltings promoviert (The Geometry of the Compactification of the Hurwitz Scheme). Danach war er 1992 bis 1994 Benjamin-Peirce-Instructor an der Harvard University und gleichzeitig am RIMS, wo er 1996 Assistenzprofessor und 2002 Professor wurde.

## Werk
Anfang der 1990er Jahre entwickelte er eine p-adische Teichmüllertheorie, das heißt das p-adische Analogon der Uniformisierung hyperbolischer Kurven und ihrer Moduli (im klassischen komplexen Fall durch Paul Koebe, Lipman Bers). Weiter entwickelte er Mitte der 1990er Jahre eine p-adische Anabelsche Geometrie und Ende der 1990er Jahre eine Hodge-Arakelov-Theorie elliptischer Kurven (Analogon der Hodge-Theorie für elliptische Kurven im Rahmen der Arakelov-Geometrie).
2012 kündigte er einen Beweis der abc-Vermutung an (über die äquivalente Vermutung von Lucien Szpiro über elliptische Kurven) im Rahmen einer von ihm in den 2000er Jahren entwickelten Theorie, die den üblichen in der arithmetischen und algebraischen Geometrie benutzten Schema-Rahmen überschreitet und die er inter-universale Geometrie nennt, und hier speziell inter-universale Teichmüllertheorie (IUT, von ihm ab 2006 entwickelt). Diese ist nach eigenen Worten analog zu seiner Konstruktion der p-adischen Teichmüllertheorie hyperbolischer Kurven, wobei p-adische Körper durch Zahlkörper mit zugehörigen elliptischen Kurven ersetzt sind. Da der Beweis über 500 Seiten lang ist und zusätzliche Referenzen zu vorherigen Arbeiten Mochizukis umfasst, die alle noch nicht erschienen waren (außer als Preprints) und völlig neuartige mathematische Konzepte und Techniken verwenden, wird er im Moment noch von Mathematikern überprüft. Im 2015 vorgelegten letzten Teil seiner Preprints zur abc-Vermutung stellt Mochizuki selbst einen engen Bezug zwischen dem von ihm hierfür entwickelten mathematischen Apparat und der berühmten Riemannschen Vermutung her.
Eine 2012 von Akshay Venkatesh und Vesselin Dimitrov gefundene Beweislücke (Teil 3,4 seiner Preprint-Reihe) wurde von Mochizuki zugestanden, aber für behebbar erklärt – er korrigierte in der Folge seine Preprints.
Auf einer Konferenz beim Clay Mathematics Institute in Oxford im Dezember 2015 stellte sich zumindest heraus, um welche Art mathematischer Objekte es bei Mochizukis Beweis gehen könnte. Mochizuki geht von Szpiros äquivalenter Formulierung der abc-Vermutung über die Theorie elliptischer Kurven aus und im Laufe der Konferenz wurde klar, dass dabei die von ihm eingeführten algebraischen Konzepte der Frobenioide eine wesentliche Rolle spielen (Vortrag Kiran Kedlaya). Es gelang den Befürwortern von Mochizukis Beweis (Chung Pang Mok, Yuichiro Hoshi und Go Yamashita; Mochizuki selbst war nicht anwesend, beantwortete aber Fragen über Skype) jedoch nicht, eine überzeugende Darstellung der weiteren Schritte des Beweises zu präsentieren.
Auf einer Konferenz im Juli 2016 in Kyoto war Mochizuki selbst anwesend und die Zahl der überwiegend jüngeren Mathematiker, die sich intensiv mit dem Verständnis der Arbeit von Mochizuki beteiligten, erhöhte sich von drei bei dem Treffen in Oxford 2015 auf zehn. Nach Einschätzung von Jeffrey Lagarias enthalten die Preprints einige revolutionäre neue Ideen in der Zahlentheorie.
Während sich 2017 nach fünf Jahren vertraulichem Peer-Review eine Veröffentlichung in den Publications of the RIMS abzeichnet (deren Herausgeber Mochizuki ist), hat sich an der Akzeptanzfrage nicht viel geändert. Der Kern des Beweises liegt im Korollar 3.12 zu Theorem 3.11 (der Hauptsatz der IUT) und hier liegen auch wesentliche Verständnisprobleme. Ein anderer Punkt ist, dass man eigentlich erwarten würde, dass durch den Beweis neue Einsichten auch jenseits des Beweises der abc-Vermutung gewonnen werden können. Jakob Stix und Peter Scholze waren im März 2018 eine Woche bei Mochizuki, um mit ihm über dessen Beweis zu diskutieren. Mochizuki blieb bei seinem Standpunkt, sein Beweis sei korrekt; auf Seiten von Scholze und Stix gebe es Missverständnisse und zu starke Vereinfachungen.
Im September 2018 veröffentlichten Stix und Scholze einen zehnseitigen Aufsatz. Darin schreiben sie, das erwähnte Korollar 3.12 sei eine fundamentale, ihrer Ansicht nach nicht behebbare Lücke im Beweis.
2020 wurde bekanntgegeben, dass die Arbeit von Mochizuki zum abc-Problem am 5. Februar für die Veröffentlichung in den Publications of the RIMS, deren Chef-Herausgeber Mochizuki gehört, akzeptiert wurde. Danach war Mochizuki selbst nicht in die Begutachtung involviert. Trotz der Kritik von Scholze und Stix, die Scholze nach Auskunft von Nature unverändert aufrechterhält und die zu erheblichen Zweifeln unter einem Großteil von Mathematikern an der Validität des Beweises führten, soll es in der Veröffentlichung keine wesentlichen Veränderungen gegenüber den Preprints geben und auf die Kritik nur in Anmerkungen eingegangen werden. Nach dem Zahlentheoretiker Kiran Kedlaya hat sich an der überwiegend negativen Einschätzung unter Mathematikern von Mochizukis Beweisversuch auch mit der Ankündigung der Veröffentlichung nichts geändert. Auch Scholze wiederholte seine Kritik. 2021 wurde die Arbeit von Mochizuki in den Publications of the RIMS veröffentlicht.

## Ehrungen
1997 erhielt er den Herbstpreis der Japanischen Mathematischen Gesellschaft und 2005 die Medaille der Japan Academy.
1998 war er Invited Speaker auf dem Internationalen Mathematikerkongress in Berlin (The intrinsic Hodge theory of p-adic hyperbolic curves).
2004 war er unter den ersten Empfängern des JSPS-Preises (Preis der Japan Society for the Promotion of Science) für Forschungen zur arithmetischen Geometrie hyperbolischer Kurven, einschließlich der Lösung der Grothendieck-Vermutung zur Anabelschen Geometrie mit p-adischen Methoden.

## Schriften
- A Version of the Grothendieck Conjecture for p-adic Local Fields, The International Journal of Mathematics, Band 8, 1997, S. 499–506.
- Foundations of p-adic Teichmüller theory, AMS/IP Studies in Advanced Mathematics, Band 11, Providence, R.I.: American Mathematical Society, International Press 1999
- Inter-universal Teichmüller Theory. (Preprints)
  - Teil I: Construction of Hodge Theaters. Februar 2016
  - Teil II: Hodge-Arakelov-theoretic Evaluation. Dezember 2015
  - Teil III: Canonical Splittings of the Log-theta-lattice. Februar 2016
  - Teil IV: Log-volume Computations and Set-theoretic Foundations. Dezember 2015
- A panoramic overview of Inter-Universal Teichmüller Theory, in: Algebraic number theory and related topics 2012, RIMS Kôkyûroku Bessatsu B51, RIMS, Kyoto (2014), S. 301–345, pdf (Übersichtsartikel)
- The mathematics of mutually alien copies: from Gaussian integrals to Inter-Universal Teichmüller Theory, 2016, pdf (Übersichtsartikel)
- The étale theta function and its Frobenioid-theoretic manifestations, Publ. RIMS, Band 45, 2009, S. 227–349.
- Arithmetic elliptic curves in general position, Math. J. Okayama Univ., Band 52, 2010, S. 1–28.